# Elena Lebedeva
Elena Lebedeva, (Rússia) é uma ex-ginasta russa que competiu em provas de ginástica artística.
Elena ao lado de Oksana Fabritschnova, Elena Grosheva, Natalia Ivanova, Svetlana Khorkina, Dina Kochetkova e Evgenia Rodina conquistou a medalha de bronze na prova coletiva do Mundial de Dortmund, em 1994.